# Struthiomimus
Struthiomimus (nghĩa là "đà điểu bắt chước") là một chi khủng long Ornithomimidae sống vào kỳ Phấn Trắng muộn tại Bắc Mỹ. Ornithomimids là các loài khủng long đi bằng hai chi sau thon dài, hình dáng giống đà điểu hiện nay và cái mỏ không răng. Mẫu gốc, Struthiomimus altus, là một trong các loài khủng long nhỏ thường được tìm thấy tại Công viên Khủng long tỉnh Alberta; do sự thường xuyên được tìm thấy này, các nhà khảo cổ tin rằng nó có thể là loài ăn cỏ thay vì ăn thịt.

## Miêu tả

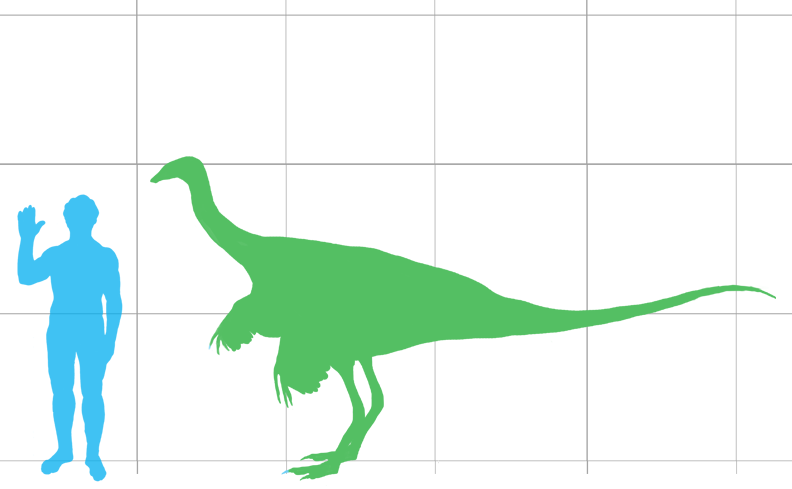
Kích cỡ lớn nhất của mẫu vật S. altus so với con người

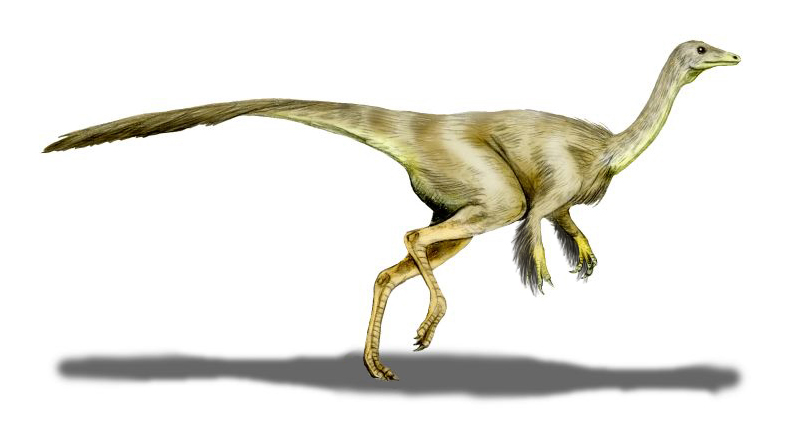
Phục dựng của loài S. altus

Kích thước của S. altus được ước tính dài 4,3 mét và cao 1,4 mét tính từ hông, với trọng lượng khoảng 150 kg.
Struthiomimus có cấu trúc xương và thân hình điển hình của ornithomimids, khác với các chi có liên quan chặt chẽ như Ornithomimus và Gallimimus theo tỷ lệ và chi tiết giải phẫu.[3] Như với các ornithomimid khác, chúng có cái đầu mảnh mai nhỏ trên cái cổ dài (chiếm khoảng 40% chiều dài của cơ thể trên hông).[4] Mặt chúng to và hàm không có răng. Cột sống bao gồm mười đốt sống cổ, mười ba đốt sống lưng, sáu đốt sống hông, và khoảng ba mươi lăm đốt sống đuôi.[5] Đuôi của chúng khá cứng và có thể được sử dụng để giữ thăng bằng.[6] Chúng có chi trước và bàn tay mảnh khảnh dài, với xương cẳng tay bất động và sự đối lập hạn chế giữa ngón tay đầu tiên và hai ngón tay kia.[7] Như trong các loài ornithomimid khác nhưng bất thường trong số theropods, ba ngón tay có chiều dài gần bằng nhau, và móng vuốt chỉ hơi cong; Henry Fairfield Osborn, mô tả một bộ xương của S. altus vào năm 1917, so sánh cánh tay với bộ xương của một con lười.[6] Đây có thể là sự thích ứng để hỗ trợ lông cánh.
Struthiomimus khác biệt với những người họ hàng gần gũi chỉ trong các khía cạnh giải phẫu. Các cạnh của mỏ trên bị lõm vào trong, không giống như Ornithomimus, có cạnh mỏ thẳng.[9] Struthiomimus có bàn tay dài hơn tương đối so với xương cánh tay so với các ornithomimid khác, với móng vuốt đặc biệt dài.[4] Chi trước của chúng mạnh mẽ hơn so với chi Ornithomimus tương tự.

## Lịch sử

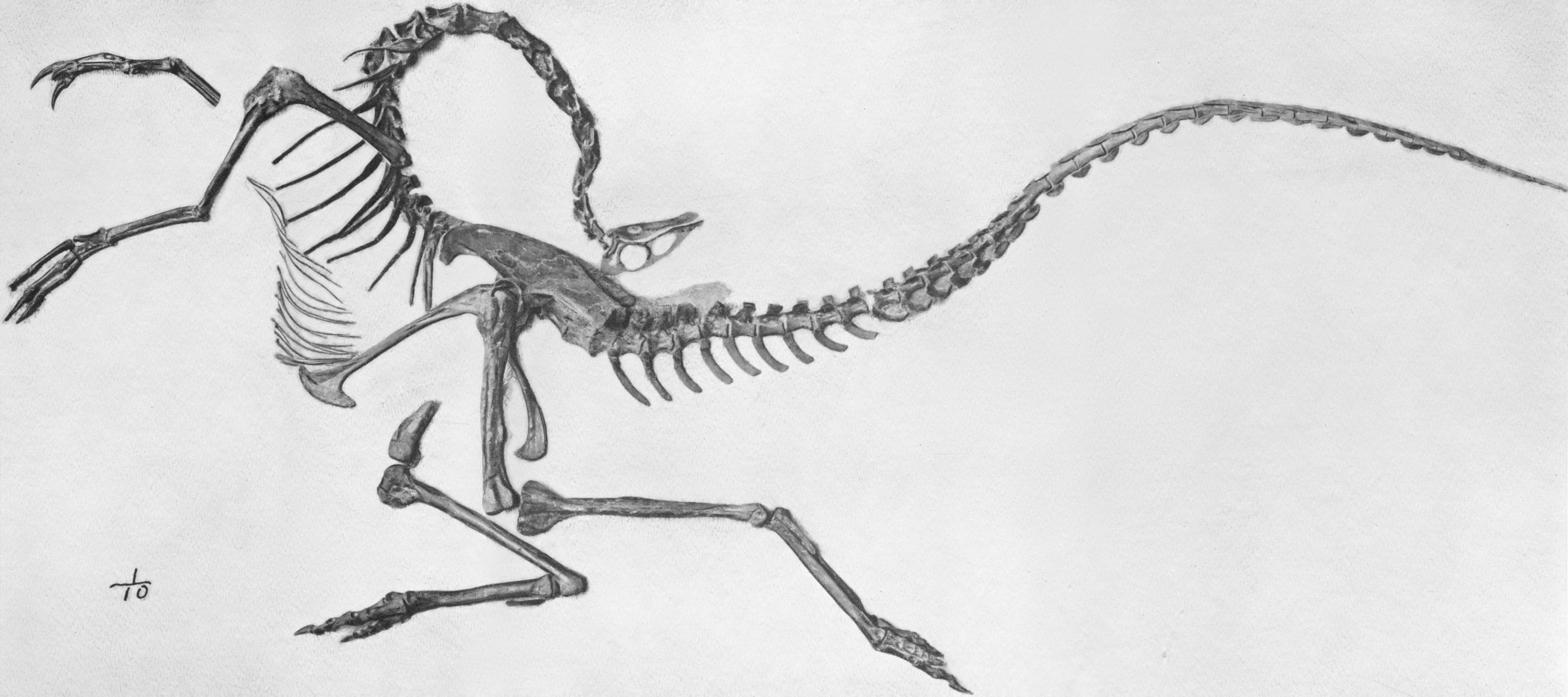
Mẫu vật S. altus, AMNH 5339, tìm thấy vào năm 1914

Năm 1901, Lawrence Lambe tìm thấy một số tàn tích không hoàn chỉnh, mẫu vật CMN 930, và đặt tên là Ornithomimus altus, đặt nó trong cùng một chi với vật liệu được mô tả trước đây bởi Othniel Charles Marsh vào năm 1890. Tên cụ thể altus là từ tiếng Latinh, có nghĩa là "cao cả" hoặc "cao thượng". Tuy nhiên, vào năm 1914, một bộ xương gần như hoàn chỉnh (AMNH 5339) đã được Barnum Brown phát hiện tại khu vực sông Red Deer ở Alberta, khiến O. altus được mô tả là một chi của một phân loài mới, Struthiomimus, bởi Henry Fairfield Osborn năm 1917.[6] Dale Russell xếp Struthiomimus vào một chi đầy đủ vào năm 1972, đồng thời giới thiệu một số mẫu vật khác cho nó: AMNH 5375, AMNH 5385, AMNH 5421, CMN 8897, CMN 8902 và ROM 1790, tất cả các bộ xương chưa hoàn chỉnh.[10] Mẫu gốc, S. altus, được biết đến chỉ với một số khúc xương và hộp sọ,[4] Năm 1916, Osborn cũng đổi tên Ornithomimus tenuis Marsh 1890 thành Struthiomimus tenuis.[6] Điều này ngày nay được coi là một Nomen dubium. Trong năm 2016, ROM 1790 đã trở thành mẫu gốc của một chi và loài hoàn toàn mới, Rativates evadens.